# Natació als Jocs Olímpics d'estiu de 1948
Als Jocs Olímpics d'Estiu de 1948 celebrats a la ciutat de Londres (Regne Unit) es disputaren 11 proves de natació, sis en categoria masculina i cinc en categoria femenina. La competició es desenvolupà a l'Empire Pool del Wembley Arena entre els dies 30 de juliol i 7 d'agost de 1948.

## Resum de medalles

### Categoria masculina
| Prova                   | Or                                                                   | Or      | Argent                                                           | Argent  | Bronze                                                                | Bronze  |
| 100 m lliures Detalls   | Walter Ris                                                           | 57.3    | Alan Ford                                                        | 57.8    | Géza Kádas                                                            | 58.1    |
| 400 m lliures Detalls   | William Smith                                                        | 4:41.0  | James McLane                                                     | 4:43.4  | John Marshall                                                         | 4:47.7  |
| 1500 m lliures Detalls  | James McLane                                                         | 19:18.5 | John Marshall                                                    | 19:31.3 | György Mitró                                                          | 19:43.2 |
| 100 m esquena Detalls   | Allen Stack                                                          | 1:06.4  | Robert Cowell                                                    | 1:06.5  | Georges Vallerey                                                      | 1:07.8  |
| 200 m braça Detalls     | Joseph Verdeur                                                       | 2:39.3  | Keith Carter                                                     | 2:40.2  | Robert Sohl                                                           | 2:43.9  |
| 4x200 m lliures Detalls | Estats UnitsWalter Ris · James McLane · Wallace Wolf · William Smith | 8:46.0  | HongriaElemér Szathmáry · György Mitró · Imre Nyéki · Géza Kádas | 8:48.4  | FrançaJoseph Bernardo · René Cornu · Henri Padou Jr. · Alexandre Jany | 9:08.0  |

### Categoria femenina
| Prova                   | Or                                                                      | Or     | Argent                                                               | Argent | Bronze                                                                                | Bronze |
| 100 m lliures Detalls   | Greta Andersen                                                          | 1:06.3 | Ann Curtis                                                           | 1:06.5 | Marie-Louise Linssen                                                                  | 1:07.6 |
| 400 m lliures Detalls   | Ann Curtis                                                              | 5:17.8 | Karen Harup                                                          | 5:21.2 | Catherine Gibson                                                                      | 5:22.5 |
| 100 m esquena Detalls   | Karen Harup                                                             | 1:14.4 | Suzanne Zimmerman                                                    | 1:16.0 | Judy-Joy Davies                                                                       | 1:16.7 |
| 200 m braça Detalls     | Nel van Vliet                                                           | 2:57.2 | Nancy Lyons                                                          | 2:57.7 | Éva Novák                                                                             | 3:00.2 |
| 4x100 m lliures Detalls | Estats UnitsMarie Corridon · Thelma Kalama · Brenda Helser · Ann Curtis | 4:29.2 | DinamarcaEva Riis · Karen Harup · Greta Andersen · Fritze Carstensen | 4:29.6 | Països BaixosIrma Heijting · Margot Marsman · Marie-Louise Linssen · Hannie Termeulen | 4:31.6 |

## Medaller
| Posició | País          | Or | Argent | Bronze | Total |
| 1       | Estats Units  | 8  | 6      | 1      | 15    |
| 2       | Dinamarca     | 2  | 2      | 0      | 4     |
| 3       | Països Baixos | 1  | 0      | 2      | 3     |
| 4       | Austràlia     | 0  | 2      | 2      | 4     |
| 5       | Hongria       | 0  | 1      | 3      | 4     |
| 6       | França        | 0  | 0      | 2      | 2     |
| 7       | Regne Unit    | 0  | 0      | 1      | 1     |